# Memorial Rik Van Steenbergen 2008
Il Memorial Rik Van Steenbergen 2008, diciottesima edizione della corsa, valido come evento dell'UCI Europe Tour 2008 categoria 1.1, si svolse il 3 settembre 2008 per un percorso di 200,4 km. Fu vinto dal belga Gert Steegmans, che terminò la gara in 4h42'07" alla media di 42,621 km/h.
Dei 120 ciclisti alla partenza furono in 59 a portare a termine il percorso.

## Classifica (Top 10)
| Pos. | Corridore            | Squadra       | Tempo    |
| ---- | -------------------- | ------------- | -------- |
| 1    | Gert Steegmans       | Quick Step    | 4.42'07" |
| 2    | Stefan van Dijk      | Mitsubishi    | s.t.     |
| 3    | Jürgen Roelandts     | Silence-Lotto | s.t.     |
| 4    | Kenny Dehaes         | Topsport Vl.  | s.t.     |
| 5    | Kristof Goddaert     | Topsport Vl.  | s.t.     |
| 6    | Edvald Boasson Hagen | Columbia      | s.t.     |
| 7    | Elia Rigotto         | Team Milram   | s.t.     |
| 8    | Frédéric Amorison    | Landbouwkred. | s.t.     |
| 9    | Igor Abakoumov       | Mitsubishi    | s.t.     |
| 10   | Sven Renders         | Topsport Vl.  | s.t.     |